# Buzura subnigrans
Buzura subnigrans là một loài bướm đêm trong họ Geometridae.